# Sporco baratto
Sporco baratto (The Rhinemann Exchange) è un romanzo di spionaggio del 1977 scritto da Robert Ludlum.

## Trama
Alla vigilia della seconda guerra mondiale, David Spaulding, un doppiatore radiofonico, viene reclutato dal colonnello Ed Pace per gestire una rete segreta a Lisbona. La trama avanza fino al 1943. Sia Alleati che Asse si trovano ad affrontare carenze chiave che impediscono la loro capacità di vincere la guerra. Gli Alleati mancano di giroscopi in grado di operare ad alta quota; così da perdere un numero inaccettabilmente alto di bombardieri. Sanno che se non si procureranno presto i giroscopi, l'invasione del D-Day in Normandia dovrà essere posticipata. I tedeschi si ritrovano senza diamanti di alta qualità, necessari per il programma di sviluppo del Missile balistico a Peenemünde. Per ironia della sorte, ciascuna parte ha ciò di cui l'altra ha bisogno: gli alleati controllano l'accesso ai diamanti di alta qualità dal Congo Belga; i tedeschi hanno un progetto per un giroscopio in grado di operare ad alta quota. L'agenzia di intelligence tedesca, la Nachrichtendienst, scopre che gli alleati hanno bisogno di giroscopi e propone uno scambio, che avrà luogo in territorio neutrale: Buenos Aires in Argentina. David Spaulding, nel frattempo, è diventato una spia inestimabile per gli Alleati. La sua rete di Lisbona traghetta agenti e disertori avanti e indietro dal territorio occupato dai tedeschi. Viene selezionato, tuttavia, per supervisionare la ricezione dei giroscopi (non sa dello scambio dei diamanti con i giroscopi). I tedeschi scelgono l'industriale esiliato Erich Rhinemann per supervisionare lo scambio. La scelta ricade su Rhinemann perché, sebbene sia ebreo, è impegnato nella vittoria tedesca e crede che sarà accolto di nuovo dopo una vittoria tedesca. Rhinemann è immensamente influente e potente a Buenos Aires. Sebbene perplesso per il suo incarico lontano da Lisbona, Spaulding accetta il suo nuovo incarico. Tuttavia, ci sono diversi attentati alla sua vita: uno avvenuto in un aeroporto nelle Azzorre, un altro a New York. Mentre è a New York, in attesa di dettagli sul suo incarico, incontra una vecchia fiamma, Leslie Jenner Hawkwood che, dopo averlo allontanato dal suo appartamento, sembra svanire nel nulla. Il mentore di Spaulding, Ed Pace, viene nel frattempo assassinato. All'arrivo a Buenos Aires, Spaulding incontra e si innamora di Jean Cameron, una donna impiegata nell'ambasciata. Gli attacchi contro di lui continuano e sospetta di essere seguito dalla Gestapo. Si incontra con Rhinemann per acquisire i giroscopi, ma cerca di attirare i suoi misteriosi assalitori: Rhinemann e gli altri tedeschi sono fermamente convinti che la Gestapo non sia attiva a Buenos Aires. Con suo profondo shock, Spaulding scopre che le persone che cercano di fermarlo lavorano per l'Haganah, un'organizzazione paramilitare ebraica che intende fermare lo scambio. Quando cattura Asher Feld, il leader dell'Haganah, Feld lo informa dello scambio dei diamanti per i giroscopi. Da quel momento in poi, Spaulding decide che lo scambio deve essere interrotto. Finge di portare a termine la sua missione, facilitando nel frattempo un attacco dell'Haganah alla tenuta di Rhinemann. Spaulding riesce a uccidere Rhinemann (che aveva pianificato di ucciderlo dopo lo scambio) e il controllore nazista Altmüller. Avendo acquisito prove incriminanti sullo scambio, Spaulding ricatta gli americani che lo avevano organizzato e organizza il ritiro con la sua amata Jean.

## Opere derivate
Nel 1977 il libro è stato adattato come una miniserie di cinque ore in tre parti, Operazione Tortugas, diretta da Burt Kennedy e interpretata da Stephen Collins (nel ruolo di David Spaulding), Lauren Hutton (nel ruolo di Leslie Hawkewood), Vince Edwards (nel ruolo del generale Swanson), José Ferrer (nel ruolo di Erich Rhinemann), Larry Hagman (nel ruolo del colonnello Pace), John Huston (nel ruolo dell'ambasciatore Granville), Roddy McDowall (come Bob Ballard), René Auberjonois (come Dr Lyons), Werner Klemperer (come Franz Altmuller), Claude Akins (come Walter Kendall), e Jeremy Kemp (nel ruolo di Geoffrey Moore).

## Personaggi
- -David Spaulding - un agente letale e intelligente per l'intelligence americana
- -Erich Rhinemann - il subdolo industriale tedesco dedito alla realizzazione dello scambio
- -Jean Cameron - una donna piena di risorse che lavora per l'ambasciata americana a Buenos Aires
- -Eugene Lyons - uno scienziato che lavora con Spaulding per controllare il design del giroscopio. Lyons, dopo aver lottato con l'alcolismo, ha causato gravi danni alla gola e riesce a malapena a parlare. Forma un legame sorprendentemente stretto con Spaulding e diventa un prezioso alleato.
- -Il brigadiere Alan Swanson - il generale americano che ha ideato lo scambio. Sebbene sia un principiante dell'intelligence, Swanson è comunque spietato e ordina, all'inizio, che Rhinemann debba essere ucciso.
- -Franz Altmüller - la feroce controparte nazista di Swanson.
- -Walter Kendall - un contabile intelligente ma piuttosto mal tenuto che lavora con Swanson per organizzare l'accordo.
- -Ed Pace - l'uomo che ha reclutato Spaulding nei servizi di intelligence
- -Leslie Jenner Hawkwood - una vecchia fiamma di Spaulding, che - essendosi sposata in una famiglia ebrea - è consapevole dell'intera portata del genocidio nazista e che si è unita all'Haganah.

## Curiosità
- The Rhinemann Exchange presenta la Nachrichtendienst, una misteriosa agenzia di intelligence tedesca dell'era della seconda guerra mondiale. Questa organizzazione è presente anche in Il patto.
- Sebbene la trama sia finzione, potrebbe essere stata ispirata da un affare faustiano che fu scambio di gomma-vetro della prima guerra mondiale dagli inglesi e dai tedeschi durante la prima guerra mondiale per cui la gomma britannica sarebbe stata scambiata con strumenti ottici tedeschi tramite una serie di intermediari in Svizzera. Alla fine questo accordo non è andato avanti.[2]
- Oltre a respingere come prive di fondamento le accuse secondo cui la De Beers ha continuato a rifornire i tedeschi durante la seconda guerra mondiale, Edward Jay Epstein conferma che la fornitura di diamanti industriali era un grave mal di testa per la macchina da guerra nazista, ma anche in misura minore per gli Stati Uniti.[3]

## Edizione
Robert Ludlum, Sporco baratto:(Operazione tortugas), traduzione di Bruno Oddera, Milano, Sperling & Kupfer, 1977  [1974],  p. 477.